# Southsea Castle
Southsea Castle ist eine ehemalige Küstenbefestigung in der Grafschaft Hampshire in Großbritannien. Die Festung liegt im gleichnamigen Stadtteil im Süden der Stadt Portsmouth.

## Geschichte
Die Festung gehört zu einer Reihe von Küstenbefestigungen, die Heinrich VIII. nach seinem Bruch mit der römischen Kirche ab 1538 erbauen ließ, um sein Reich vor einer befürchteten Invasion der katholischen Mächte Frankreich und Spanien zu schützen. Southsea Castle wurde von 1543 bis 1544 innerhalb von nur sechs Monaten erbaut und sollte die Zufahrt zum Hafen von Portsmouth schützen. Tatsächlich erschien am 18. Juli 1545 eine französische Invasionsflotte vor Portsmouth. Heinrich VIII. sah von Southsea Castle aus, wie sein Flaggschiff, die Mary Rose, ohne Feindberührung am 19. Juli 1545 sank.
Die Festung diente die nächsten 400 Jahre über militärischen Zwecken. 1627 brannte der zentrale Turm aus. Im englischen Bürgerkrieg wurde die Festung 1642 von Parlamentstruppen ohne Verluste an Menschenleben erobert. 1759 wurde die Anlage durch eine Explosion so schwer beschädigt, dass überlegt wurde, ob die Festung abgerissen werden soll. Doch während der napoleonischen Kriege wurde die Anlage 1813 bis 1814 rekonstruiert. Zwischen 1844 und 1850 diente die Festung als Militärgefängnis, noch 1899 wurden neue Küstengeschütze in der Festung installiert. 1960 kaufte die Stadt Portsmouth die alte Festung, seit 1967 ist sie als Museum öffentlich zugänglich.

## Anlage

Grundriss von 1577

Im Gegensatz zu den nach Plänen von Stephan von Haschenperg erbauten Küstenbefestigungen wie Deal Castle mit runden Türmen und Bastionen wurde Southsea Castle nach dem Muster der damaligen italienischen Festungsarchitektur mit rechtwinkligen Bastionen erbaut. Die Festung besteht aus einem zentralen, quadratischen Turm, der von einem ebenfalls quadratischen, aber zum Turm diagonal versetzten Graben umgeben ist. Die südliche und nördliche Außenmauer bilden so eckige Bastionen. An der Ost- und Westseite des Turms befinden sich rechteckige Kanonenplattformen, auf denen die schwersten Geschütze in Stellung gebracht werden konnten. Die ganze Anlage ist von einem trockenen Graben umgeben.